# Зарьково
Зарьково — деревня в Удомельском городском округе Тверской области.

## География
Деревня находится в северной части Тверской области на расстоянии приблизительно 10 км на восток-северо-восток по прямой от железнодорожного вокзала города Удомля в 4,5 км на север от разъезда Альфимово железной дороги Бологое-Рыбинск.
.

## История
Впервые упоминается в 1545 году. В 1859 году имение помещика Сназина-Тормасова. Дворов (хозяйств) было 41 (1859 год), 70 (1886), 75 (1911), 33 (1958), 26 (1986), 11 (2000). В советский период истории работали колхозы «Зарьковский ударник», им. 1-й Пятилетки, им. К.Маркса и совхоз «Труд». До 2015 года входила в состав Рядского сельского поселения до упразднения последнего. С 2015 года в составе Удомельского городского округа.

## Население
Численность населения: 306 человек (1859 год), 349 (1886), 401 (1911), 72 (1958), 54 (1986), 35 (русские 63 %, цыгане 26 %) в 2002 году, 48 в 2010.